# Studios Smart
Les studios Smart étaient des studios d'enregistrement situés sur 1254 E Washington Ave à Madison, dans le Wisconsin aux États-Unis.

## Histoire
Les studios ont été créés en 1983 par Butch Vig et Steve Marker dans le but d'y enregistrer des groupes locaux. Ils sont devenus célèbres lorsque des groupes tels que Killdozer et Tad y ont enregistré et surtout parce que Nirvana y a enregistré en avril 1990 avec Butch Vig une démo comprenant huit chansons dont cinq, y compris Polly dans sa version définitive, ont fait partie l'année suivante de l'album Nevermind. Les Smashing Pumpkins y ont également enregistré leur premier album, Gish en 1991. Le bâtiment est ensuite devenu le quartier général du groupe Garbage, qui y a enregistré ses quatre premiers albums studio.
Les studios ont survécu à diverses mésaventures, dont une inondation et une tractopelle s'étant écrasée contre ses murs le 10 septembre 2003. Ils ont fermé leurs portes le 1er mars 2010 en raison de difficultés financières. À la suite de cette fermeture, la réalisatrice Wendy Schneider a tourné un documentaire sur l'histoire des studios. En 2012, le Wisconsin Historical Museum a organisé une exposition, Smart Sounds, Alt Music, Mad Scenes, centrée autour des studios.  
Parmi les principaux albums qui y ont été enregistrés, on peut citer : 
- Intellectuals Are the Shoeshine Boys of the Ruling Elite (1984) de Killdozer
- Snake Boy (1985) de Killdozer
- Little Baby Buntin' (1987) de Killdozer
- Twelve Point Buck (1989) de Killdozer
- Gish (1991) des Smashing Pumpkins
- 8-Way Santa (1991) de Tad
- Bricks Are Heavy (1992) de L7
- Sparkle and Fade (1995) de Everclear
- Let Your Dim Light Shine (1995) de Soul Asylum
- Garbage (1995) de Garbage
- Version 2.0 (1998) de Garbage
- BeautifulGarbage (2001) de Garbage
- Take This to Your Grave (2003) de Fall Out Boy
- The Silence in Black and White (2004) de Hawthorne Heights
- Bleed Like Me (2005) des Garbage
- Plans (2005) de Death Cab for Cutie
- Dreamt for Light Years in the Belly of a Mountain (2006) de Sparklehorse
- Chase This Light (2007) de Jimmy Eat World
- The Con (2007) de Tegan and Sara
- Narrow Stairs (2008) de Death Cab for Cutie